# Ovie Ejaria
Oviemuno Dominic Ejaria, detto Ovie (Southwark, 18 novembre 1997) è un calciatore inglese, di origini nigeriane, centrocampista del Real Oviedo.

## Carriera

### Club
Cresciuto nei settori giovanili di Arsenal e Liverpool, ha esordito con la prima squadra dei Reds il 20 settembre 2016, nella partita di Coppa di Lega vinta per 0-3 contro il Derby County.
Il 31 gennaio 2018 passa a titolo temporaneo, fino al termine della stagione, al Sunderland, non riuscendo tuttavia ad evitare la retrocessione dei Black Cats.
Il 7 giugno firma un rinnovo pluriennale con il Liverpool, venendo contestualmente ceduto in prestito ai Rangers.
Il 7 gennaio 2019 viene ceduto in prestito al Reading. L'8 agosto 2019 il prestito viene prolungato. Il 28 agosto 2020, il giocatore viene riscattato dai Royals.
Dopo più di un anno e mezzo svincolato, il 13 agosto 2025 firma un contratto per il Real Oviedo, neopromosso in Primera División.

### Nazionale
Ha partecipato al Mondiale Under-20 del 2017, concluso con la vittoria del torneo.

## Statistiche

### Presenze e reti nei club
Statistiche aggiornate al 13 agosto 2025.
| Stagione         | Squadra          | Campionato       | Campionato | Campionato | Coppe nazionali | Coppe nazionali | Coppe nazionali | Coppe continentali | Coppe continentali | Coppe continentali | Altre coppe | Altre coppe | Altre coppe | Totale | Totale | Totale |
| Stagione         | Squadra          | Comp             | Pres       | Reti       | Comp            | Pres            | Reti            | Comp               | Pres               | Reti               | Comp        | Pres        | Reti        | Pres   | Reti   |        |
| ---------------- | ---------------- | ---------------- | ---------- | ---------- | --------------- | --------------- | --------------- | ------------------ | ------------------ | ------------------ | ----------- | ----------- | ----------- | ------ | ------ | ------ |
| 2016-2017        | Liverpool        | PL               | 2          | 0          | FACup+CdL       | 3+3             | 0               | -                  | -                  | -                  | -           | -           | -           | 8      | 0      |        |
| 2017-gen. 2018   | Liverpool        | PL               | 0          | 0          | FACup+CdL       | 0               | 0               | UCL                | 0                  | 0                  | -           | -           | -           | 0      | 0      |        |
| Totale Liverpool | Totale Liverpool | Totale Liverpool | 2          | 0          |                 | 6               | 0               |                    | 0                  | 0                  |             | -           | -           | 8      | 0      |        |
| gen.-giu. 2018   | Sunderland       | FLC              | 11         | 1          | FACup+CdL       | -               | -               | -                  | -                  | -                  | -           | -           | -           | 11     | 1      |        |
| 2018-gen. 2019   | Rangers          | SP               | 14         | 1          | CS+CdL          | 0+3             | 0               | UEL                | 11                 | 1                  | -           | -           | -           | 28     | 2      |        |
| gen.-giu. 2019   | Reading          | FLC              | 16         | 1          | FACup+CdL       | -               | -               | -                  | -                  | -                  | -           | -           | -           | 16     | 1      |        |
| 2019-2020        | Reading          | FLC              | 36         | 3          | FACup+CdL       | 1+2             | 0               | -                  | -                  | -                  | -           | -           | -           | 39     | 3      |        |
| 2020-2021        | Reading          | FLC              | 38         | 3          | FACup+CdL       | 0               | 0               | -                  | -                  | -                  | -           | -           | -           | 38     | 3      |        |
| 2021-2022        | Reading          | FLC              | 26         | 2          | FACup+CdL       | 0               | 0               | -                  | -                  | -                  | -           | -           | -           | 26     | 2      |        |
| 2022-2023        | Reading          | FLC              | 8          | 0          | FACup+CdL       | 0               | 0               | -                  | -                  | -                  | -           | -           | -           | 8      | 0      |        |
| 2023-2024        | Reading          | FL1              | 0          | 0          | FACup+CdL       | 0               | 0               | -                  | -                  | -                  | FLT         | 0           | 0           | 0      | 0      |        |
| Totale Reading   | Totale Reading   | Totale Reading   | 124        | 9          |                 | 3               | 0               |                    | -                  | -                  |             | 0           | 0           | 127    | 9      |        |
| 2025-2026        | Real Oviedo      | PD               | 0          | 0          | CR              | 0               | 0               | -                  | -                  | -                  | -           | -           | -           | 0      | 0      |        |
| Totale carriera  | Totale carriera  | Totale carriera  | 151        | 11         |                 | 12              | 0               |                    | 11                 | 1                  |             | 0           | 0           | 174    | 12     |        |

## Palmarès

### Nazionale
- Campionato mondiale Under-20: 1

Corea del Sud 2017